# 日本ケーブル
日本ケーブル株式会社（にっぽんケーブル、英: Nippon Cable Co., Ltd.）は、東京都千代田区神田錦町に本社を置く、索道と立体駐車場等の製造とスキー場などを運営する企業である。千葉県習志野市に工場が有る。国内の索道設置基数シェアはNo.1。

## 事業内容
- 索道関連交通システム（ロープウェイ、リフト、ゴンドラ、ケーブルカー等）、機械式立体駐車装置の研究開発・設計・生産・施工・アフターサービス。
- スキー場等のリゾートプランニングとオペレーション。
- マウンテンリゾート経営情報誌「スノービジネス」の定期発刊。
- 索道技術者実務講習「NCテクニカルセミナー」の定期実施。

## 建設実績
近年の大規模な建設、納入実績は以下の通りである。

### 索道輸送設備
- エースゴンドラ / 北海道・ニセコ東急 グラン・ヒラフ（2024年）
- 白馬岩岳ゴンドラリフト / 長野県・白馬岩岳スノーフィールド（2024年）
- YOKOHAMA AIR CABIN / 神奈川県・横浜みなとみらい21地区（2021年）
- 長坂ゴンドラリフト / 長野県・野沢温泉スキー場（2020年）
- 志賀高原リゾートゴンドラ  / 長野県・志賀高原スキー場（2020年）
- サンライズエクスプレス / 新潟県・石打丸山スキー場（2018年）

### 地上系輸送設備
- 紀三井寺ケーブル / 和歌山県・紀三井寺（2022年）
- 高野山ケーブルカー / 和歌山県・南海電鉄鋼索線（2019年）

## 取り扱い製品
| - ロープウェイ - 3-Sゴンドラ - ゴンドラ - コンビリフト - チェアリフト - 滑走式リフト - ケーブルカー（鋼索鉄道） - ミニケーブル（小型ケーブルカー） - インクライン | - ゴンドラ - ケーブルライナー - スマートケーブル - エレベータ方式「NCEパーク」 - 垂直循環方式「ATパーク」 - 多層循環方式箱型循環式「BRパーク」 - 多層循環方式円形循環式「CBパーク」 - 水平循環方式「HCパーク」 - 平面往復方式「RCパーク」 | - 圧雪車 - 人工降雪機 - 自動改札システム - スノーモービル - サンキッド - サニースタッフ - スノーV（スノーブイ） - スノーチュービング - カルーセル - スポーツスライド |

## 関連会社
（この節の出典：）
スノーシステムズ株式会社（東京都千代田区）
スキー場関連設備・車両の輸入、販売、据付けおよびメンテナンス
オートタワーサービス株式会社（東京都千代田区）
立体駐車装置の保守点検・調整・施工管理
アルピナリゾートマネジメント株式会社（東京都江戸川区）
スキー場および山岳レジャー施設の運営業務
東北リゾートサービス株式会社（岩手県八幡平市）
八幡平リゾートパノラマスキー場・下倉スキー場・八幡平マウンテンホテル、スプリングバレー仙台泉スキー場・マウンテンパークの事業運営
湯沢高原株式会社（新潟県南魚沼郡湯沢町）
湯沢高原スキー場・パノラマパークの事業運営
サンメドウズ清里株式会社（山梨県北杜市）
サンメドウズ清里スキー場・ハイランドパークの事業運営
大日株式会社（東京都江戸川区）
伊豆パノラマパークの事業運営
アルピナBI株式会社（滋賀県大津市）
びわ湖バレイ、石打丸山スキー場の事業運営
神戸リゾートサービス株式会社（兵庫県神戸市中央区）
神戸布引ハーブ園・ロープウェイの事業運営
Sun Peaks Resort LLP（カナダ）
山岳リゾートの運営
Sun Peaks Grand LLP（カナダ）
リゾートホテルの運営
The Harvest Golf Club LLP（カナダ）
ゴルフ場の運営
Nippon Cable (Canada) Holdings Ltd.（カナダ）
カナダ事業統括会社
杭州友嘉凯普路机械有限公司（中国）
立体駐車設備および関連機械装置、部品、建設機械の販売、輸出貿易事業

## 業務提携社
- Doppelmayr